# 全球森林观察
全球森林观察（英语：Global Forest Watch，简称GFW）是一个全球森林在线监控系统，由世界资源研究所（WRI）于1997年成立，现有网站于2014年上线。借助卫星技术、开放数据和众包信息，网站允许任何人实时监控森林的保育、土地使用、森林群落、山火和砍伐等情况。

## 历史
1997年，世界资源研究所成立了全球森林观察，将其作为森林前沿倡议的一部分。GFW最初是非政府组织网络，提供的森林状态报告仅涵盖喀麦隆、加拿大、加蓬和印度尼西亚四个试点国家。2002年，工作范围扩大至智利、俄罗斯、委内瑞拉、印度尼西亚、刚果民主共和国和美国。
2004年起，GFW与中非政府合作，开发了用于监控森林和土地使用情况的交互式在线地图Forestry Atlases。不久后，此类地图扩展到GFW覆盖的所有国家。
2014年，GFW 2.0发布。该版本“创建了一个完全交互的在线平台，为全世界提供森林监测数据”。
2016年，得益于卫星技术的发展，GFW开始提供每月和每周森林砍伐警报。同时还支持通过电子邮件订阅，将警报直接发送到用户手中。
2017年，GFW推出移动应用程序Forest Watcher，可让用户离线获取GFW的数据。
2019年，面向企业的GFW Pro发布，用于帮助企业管理供应链中存在的森林砍伐风险。同年网站新增了高分辨率行星基准地图、82个国家的人工林数据和泛热带原生林数据，扩宽用户了解森林变化的途径。